# 桃色探訪〜伝説の風俗〜
『桃色探訪〜伝説の風俗〜』（ももいろたんぼう〜でんせつのふうぞく〜）は、2020年2月29日からチャンネルNECOで放送されているテレビドラマシリーズ。主演はケンドーコバヤシ。

## 概説
日本の有名な風俗街を舞台に、理想の性風俗を追い求める男をリアルな視点で描く一話完結のドラマシリーズ。
主演を務めるのは「風俗好き」を公言するケンドーコバヤシ。ゲストに毎回セクシー女優、吉本興業のお笑いタレントが参加する。
毎話、楽しみは月に一度の風俗通いという、主人公のうだつが上がらない営業マンが、訪れた街で外回りに奔走しているときに、ふと目に留めた光景からインスピレーションを受けた、色々なプレイに興じるというストーリー。
本編には実在する風俗店が登場、セクシー女優が風俗嬢として、その店で実際に提供されているサービスの擬似行為を演じる。また、本物の風俗店員が本人役で登場する。
ヌードシーンは、男性客は吹き替えで、ケンドーコバヤシは声での出演。一方、風俗嬢は女優自らが演じている。プレイ内容によっては、近年地上波の番組では見られなくなった乳首も披露される。セクシー女優の経験を生かした演技に加えて、風俗通のケンコバによる実況中継さながらのモノローグや主観視点などの映像演出が、臨場感のあるシーンを作り出す。
本作品は演技経験の少ないタレントを積極的に起用。ドラマ初出演となるキャストに、宮村ななこ、MINAMO、AIKA、佐田茉莉子、小野六花がいる。

## キャスト
梶山恒夫（かじやま つねお）〈45〉
演 - ケンドーコバヤシ
本作の主人公。飲料メーカー「ウタマロ酒造」勤務のサラリーマン。独身。研究職から営業部に異動して3年。営業成績は常に低迷し、仕事への情熱が薄れてきた昨今。楽しみは小遣いをやり繰って行く、月に一度の風俗通い。営業マンの利権を生かして、北はすすきのから南は沖縄まで全国津々浦々いろんな店をまわっている。モットーは「風俗嬢とは一期一会、一期一エッチ」。再訪は厳禁。決めセリフは「今月はこの一発に賭ける！」。

### ゲスト

#### 第1弾
清瀬ルナ
演 - 本庄鈴
店舗型ヘルス「jenny」のキャスト。梶山が指名料を払い店長におまかせで付けてもらう。「今までの風俗人生においても1、2を争うルックスレベル。こんな子に巡り合えたのはまさに神様からのご褒美」と昂る気持ちをシャワーでクールダウン、店長おすすめ「蛍光ぶっかけコース」を体験する。
ナガクラ
演 - 山内健司（かまいたち）
「jenny」の客。待合室が梶山ひとりの所へ、バイトリーダーのスギタと登場。初めての店に興奮。嬢の写真パネルを撮影しようとして、梶山に無言で諭される。
スギタ
演 - 濱家隆一（かまいたち）
「jenny」の常連客。給料日を迎えて後輩のナガクラを誘い来店。いつも同じ嬢を本指名しているガチ恋客。梶山に爪の汚れを指摘される。
居酒屋の店長
演 - 室田晃
居酒屋「おつかれちゃん」の店長。梶山の飛び込み営業には取り付く島もなかったが、女性客に鼻の下を伸ばす主人を見てこれ幸いと、嬉々として風俗好きをカミングアウトすると、同好の士として打ち解ける。
風俗情報無料案内所の店員
演 - 遠藤かおる
「ぴゅあらばらんど池袋西口店」店員。情報収集に来た梶山に助言を求められて「jenny」を紹介する。
居酒屋の客
演 - 広瀬りおな
開店前に来たセクシーな恰好の女性。デレデレの様子の店主が仕方なしに帰ってもらう。
女子高生
演 - 鈴木さやか、大堀日彩乃、遥ありす、ぱくみゆう、神谷芽生乃
極太の魚肉ソーセージを頬張りながら、商店街を歩き食いする女子高生の一団。その光景を見て梶山は衝動的に風俗案内所に向かう。

#### 第2弾
伽音（かのん）
演 - 宮村ななこ
M性感「C.C.Cats」のキャスト。店長のおすすめで付けてもらい、ホテルに移動してプレイ。嬢が持参したキャリーケースに詰まった特殊な道具類に「プロの七つ道具」「まるでスケベなクラシアンのようだ」と感心するM性感初心者の梶山を、巧みな言葉責めで終始リードする。
薬局の先客
演 - 駒場孝（ミルクボーイ）
梶山と同じくマスクを買いに来た客。レジで店員に「おかんが、Sサイズやったか？Mサイズやったか？サイズを忘れてしまったらしくて…」と相談する。
薬局の店員
演 - 内海崇（ミルクボーイ）
平田薬局の店員。客と一緒に「おかんのマスクのサイズ」を考えてあげる。結果、Mサイズの箱入りマスクを出す。
セクシー美女客
演 - 松嶋えいみ
露出が激しい服装の女性。先客と店員の漫才のようなやり取りのあとに薬局に来店、先客に割り込んで滋養強壮薬を購入して去る。この光景を見た梶山は、「イキソナールS錠」「Mサイズのマスク」「セクシーな女性」からヒントを得て、マスク着用でもS嬢とプレイできるM性感店を探す。
居酒屋の店長
演 - 森公平
梶山の営業先の居酒屋。コロナの影響で経営が厳しく今回も発注を断る。
通行人
演 - おだいらつかさ（えりんぎ）
渋谷を闊歩する胸の谷間が見える服（谷間ホール）を着た女性。
渋谷の女性
演 - MAIKO、まみ、佐藤未来（えりんぎ）、ぞの（ごくいちぶ）、菅井美有（ごくいちぶ）
梶山が高台から雑踏を眺める場面、渋谷に集うマスク姿の女性たち。

#### 第3弾
くるみ
演 - MINAMO
ハンドヘルス「WAVE」の期待のスーパールーキー。梶山が花びら回転コースの2人目に指名。
舞（まい）
演 - AIKA
「WAVE」の一番人気。花びら2回転の1人目。
居酒屋店長の妻
演 - 海里
居酒屋店長の妻。最近、夫婦で陶芸を始めた。
居酒屋店長
演 - 赤松新
居酒屋「わや」の店主。
待合室客
演 - 大村朋宏（トータルテンボス）
「横浜WAVE」に連れと来店。連れに数々のいたずらを仕掛ける。
待合室の客
演 - 藤田憲右（トータルテンボス）
初来店。連れからいたずらを受ける。

#### 第4弾
白鳥マユ
演 - 佐田茉莉子
路上待ち合わせるタイプの人妻デリバリーヘルスに在籍する人妻風俗嬢。
八百屋の女性客
演 - 卯水咲流
嬬恋キャベツと怪しく触れ合い、梶山を誘う。
風俗客・秋田
演 - 秋山竜次（ロバート）
人妻風俗の極意を説く男性。
八百屋の店主
演 - 山田将之
主婦にキャベツを勧める。
公園の男性
演 - 細川優
梶山が公園で待ち合わせをしているとき、一人でヘリウムボンベと風船を台車にのせてやって来る。風船を上手く作れず、うっかり飛ばしてしまう。
よしえ
演 - 風間彩希
秋田が待ち合わせしていた人妻嬢。ふだんは給食センターに勤務。「パートの恰好そのままで」のオーダー通り、カレーシチューの染みをつけたエプロンに三角巾の出で立ちで現れる。
親子
演 - 小池沙月、小池陸
梶山と白鳥がホテルへ向かう道中に見かける、児童遊園で遊ぶ親子。
公園の女性
演 - 小﨑協子（そのままガーディアンっ!）、篠原幸子、東口優希、蒔夏ねね（星屑ラビリンス）
梶山と同じく上野公園で待ち合わせをしている女性たち。

#### 第5弾
望（のぞみ）
演 - 小倉由菜
メンズエステ「アロマdeフィーリング」のセラピスト（ゴールドランク）。女子大に通いながら声優の学校も通っている声優の卵で、学費を稼ぐために入店。ハンドサービスの際に、左右のタマタマの会話を吹き替えした。
カズ
演 - チャンス大城
スナックの常連客。泥酔して上司と取っ組み合いの喧嘩になって謹慎の身。回想シーンで「イリオモテヤマネコの顔をしながらフクロウの鳴き声」「小学生のランドセルに付いてる防犯ブザーの音」を披露する。
スナックのママ
演 - 椿鬼奴
梶山行きつけのスナックのママ。梶山に対して「元気の出るツボ」を刺激する。これがきっかけで梶山はメンズエステに赴く。
スナックの客
演 - カートヤング、しまぞうZ（キャベツ確認中）、佐助（ガリバートンネル）
全員で「あんたがたどこさ」を歌って元気がないカズを励ます。
メンズエステのスタッフ
演 - 黒田雪乃
「アロマdeフィーリング」の受付。セラピストを卒業してスタッフに転身。

#### 第6弾
椎木ハル
演 - 本郷愛
女教師イメクラで働く風俗嬢。本郷は梶山の高校時代の英語教師の2役を演じる。
体育教師
演 - ナダル（コロコロチキチキペッパーズ）
梶山の高校時代の体育教師
伊藤先生
演 - 三木美加子
梶山が高校時代に想いを寄せていた英語の担任教師。昼下がりの錦糸町駅前にて娘との待ち合わせ場所に向かう途中、全然変わっていない梶山を見かけて声をかけると、30年ぶりの再会にお互いを懐かしむ。現在は学校を辞めて子供向けの英語教室を開いている。
高校生
演 - 北中こぞう、ピッピ大谷（鬼ぷりん）
梶山の同級生。梶山が高校時代を回顧する回想シーンで登場。

#### 第7弾
上野の風俗嬢・あい/女中・あいこ（2役）
演 - 戸田真琴
大正浪漫ヘルスの風俗嬢。演じる戸田は梶山の妄想内に出てくる大正時代の女中も演じる。
待合室の同士
演 - くっきー!（野性爆弾）
大正浪漫ヘルスの極意を解くヤバめの客。
はいからさん
演 - 蒼木るい

店員
演 - 櫛田雄司
「しゃんぜりぜ」店員。

#### 第8弾
速水らん
演 - 天使もえ
“大人のおもちゃセールスレディ”をコンセプトにしたデリヘル「Otocha」の風俗嬢。プレイ中に梶山が妄想する場面では、梶山扮する“大人のおもちゃ”開発研究員をサポートする助手として登場する。
ラブホテルのオーナー
演 - 河本準一（次長課長）
梶山の目前で、女性営業マンから枕の営業を受ける。
女性営業マン
演 - 坂本麻子
オーナーを相手に必死に枕を売り込もうと、路上に寝そべり実演販売を仕掛ける。

#### 第9弾
山根美咲
演 - 小野六花
ウタマロ酒造大阪支社の社員。入社半年の新人。梶山と2人で訪問営業する。幼い時に父を亡くし、母と妹の3人暮らし。家計を助けるために副業でバイトをしている。
謎のおばさん
演 - すっちー
コンカフェで梶山にまどかが接客中、「すち子」の恰好で突然現れて、持ちギャグ「乳首ドリル」を梶山に伝授する。
ゆみる
演 - 月見伊織
コンカフェ「Funcy」のキャスト。梶山の場内指名で接客。意気投合しホテルで一夜を共にする。
まどか
演 - 小野わかな
「Funcy」のキャスト。一見さんの梶山に付いて接客する。
美咲の妹
演 - 新名ハンナ
コンカフェ嬢
演 - るぅ、江川莉奈、おはる（まっしろ）、つゆ
「Funcy」のキャスト。つゆは本人役で実際のキャスト。
コンカフェの客
演 - モリくん、陣田裕（ほんまそれ。）
コンカフェの店員
演 - ベア
コンカフェの受付スタッフ。本人役で「Funcy」のオーナー。
居酒屋の主人
演 - 堀淳一
居酒屋「たこしげ」のマスター。本人役。梶山と山根が営業で訪問する。

#### 第10弾
山根美咲
演 - 小野六花
ゆみる
演 - 月見伊織
風俗店の店員
演 - 男鰤男
「難波秘密俱楽部」の受付スタッフ。

#### 第11弾
ミク
演 - 由良かな
シーシャバーの店長
演 - 辻芽愛里
シーシャバーの店員
演 - 原口侑季
風俗店の客
演 - アタック西本
監獄ヘルスの風俗嬢
演 - かみちぃ
風俗嬢
演 - 田中ぴあ、中丸未来
風俗店の店長
演 - 木戸史生

#### 第12弾
エリカ
演 - 神木麗
派遣型ヘルスの風俗嬢。
女性レポーター
演 - 咲野瑞希
食レポで奇抜な演出を受けるレポーター。
犬の飼い主
演 - おたけ（ジャングルポケット）
愛犬を撮影する飼い主。公園で梶山と遭遇する。
風俗店の男性スタッフ
演 - 太田博久（ジャングルポケット）
梶山に執拗絡む男性スタッフ。
テレビクルーの監督
演 - 斉藤慎二（ジャングルポケット）
居酒屋で取材中のテレビクルー。

#### 第13弾
鈴音
演 - 吉高寧々
ルーインドオーガズムが体験できる店舗の風俗嬢。
路上詩人パフォーマー
演 - 板倉俊之
梶山が公園で出会う路上詩人パフォーマー。
公園で写生する女性
演 - 小島みゆ
梶山が風俗へと行くきっかけとなる女性。
写生グループ
演 - 鈴木優、とん汁無料
焼肉屋店員
演 - グッド良平。（グッドウォーキン）

#### 第14弾
ひなた
演 - 入田真綾
伊勢佐木町の巨乳専門風俗店勤務の風俗嬢。明るくふるまうが、実は胸が大きいことにコンプレックスを感じている。
風俗店待合室にいる男たち
演 - そいつどいつ（市川刺身、松本竹馬）
梶山に執拗に絡む同志。
ユキエ先生
演 - 真田まこと
料理教室の先生。梶山に料理に合う酒を見繕ってもらう。
料理教室の生徒
演 - 平崎里奈、辻りりさ、倉園ひかる
風俗店店員
演 - 土橋竜太
通行人
演 - 鶴岡政希、むとパン（ピンタンパン）、大島誠也（兎わさび）
ひなたの胸を注視する通行人たち。

#### 第15弾
君島朋美
演 - 美乃すずめ
ウタマロ酒造経理課。梶山の同期。
弓香
演 - 美乃すずめ
神田駅前ソープ「セクシーキャット神田店」の風俗嬢。30歳の若OL。
風俗客
演 - シシガシラ（浜中英昌・脇田）
2人そろってスーツ姿で来店。待合室にて、会話の流れからハゲネタ漫才を披露する。
居酒屋の店主
演 - 藤原光博（リットン調査団）
梶山たちが昔よく利用していた居酒屋「竹若」の店主。飛び込み営業で入った梶山と再会、昔話に花を咲かせようとする。
部長
演 - 加藤啓
ウタマロ酒造経理課。梶山をネチネチと叱責して、同席の君島の怒りを買う。
後輩社員
演 - 松本旭平
ウタマロ酒造経理課。梶山の後輩。「竹若」にて君島の課長昇進祝いに参加。
後輩社員
演 - 乾ライム
同上。
風俗店店員
演 - 山根裕太
本人役。

#### 第16弾
穂夏
演 - 星乃莉子
水着ヘルス「コーチと私とビート版…」の風俗嬢。梶山の妄想シーン「ドキッ!穂夏だらけの水泳大会」にて、カナヅチの梶山から水泳のコーチングを受ける。
みづき
演 - 範田紗々
ウタマロ酒造の試飲販売会で実演販売を行うコンパニオン。初仕事のぎこちなさを見かねたプロデューサーから、指導を受ける。
お酒の販促プロデューサー
演 - 田渕章裕（インディアンス）
ウタマロ酒造の新作・純米吟醸「あらばしり」の試飲即売会を手掛ける。
試飲客
演 - きむ（インディアンス）
コンパニオンの特別サービスで、鎖骨に注がれた酒を飲ませてもらう。
白組の騎手
演 - 神崎ゆま
「ドキッ!穂夏だらけの水泳大会」にて水中騎馬戦で穂夏と対戦する。
風俗店店員
演 - 宇野けんたろう（げんき〜ず）

#### 第17弾
アリサ
演 - 三葉ちはる
イメクラ「敗北のスーパーヒロイン」の風俗嬢。梶山が考案した妄想シナリオでは、戦隊ピンクになりきって梶山演じる闇の化身フーゾイドと戦う。
戦隊ピンク
演 - 阪本・中谷（マユリカ）
梶山の妄想シーンに登場。戦隊ピンク（アリサ）のピンチに駆けつけて共闘する。禁断の必殺技「ピンクレーザー」を跳ね返されて消失する。
ご当地ヒーローのメンバー
公園でヒーローショーの練習中に梶山が遭遇する。
ピンク
演 - RUKA
悪役に責められるさまが梶山を刺激する。演じているのは今回登場する風俗店に在籍中のキャスト。
悪役
演 - 大西ユースケ
イエロー
演 - アイブレーダー（A面）
グリーン
演 - 上条利輝（タナバタ）
レッド
演 - 大野瑞生
ピンク役の元カノがメンバー全員と浮気していたことをボヤく。
ブルー
演 - 大島誠也（兎わさび）

#### 第18弾
まろん
演 - 栗山莉緒
デリヘル店「甘サド美少女、お貸しします。」の風俗嬢。
居酒屋の板前・タケ
演 - 千原せいじ
梶山が営業に訪れた居酒屋。腰痛持ちでいつも妻にマッサージしてもらっている。
タケの妻
演 - 長澤茉里奈
居酒屋の女将。柔道経験者で柔道整復師の資格を持つ。組み手の真似事して相手役の梶山を刺激する。

#### 第19弾
もなみ
演 - 浜辺やよい
ハイブリッドヘルス西川口で勤務する風俗嬢。
コバヤシいわく「今まで出てくださった女優さんの中で一番元気な感じの子だった」。
王さん、陳さん
演 - ななまがり（初瀬悠太、森下直人）
中華料理屋の店主と日本在住の中国人。店主の王（ワン）は悶々太極拳の開祖でもある。森下は台本と役名を見て、片言でしゃべる練習をしていたというが、リハーサルで演じたところ監督に『日本で暮らしている役なので片言はやめてください』と言われたと述べている。逆に王は片言でしゃべる。
李先生
演 - いぜん
太極拳の先生
太極拳の生徒　
演 - 佐月愛果
太極拳の生徒　
演 - 舞佳
ミステリアスな太極拳の生徒　
演 - 下平玲夏

#### 第20弾
ちひろ
演 - 倉木華
医者
演 - 徳井義実

## スタッフ
回数表記なしは全回担当
- EP - 石田千佳子（#1-4）、堀達也（#5-18）
- CP - 堀達也（#1-4）、新保和也
- 宣伝 - 藤原里絵、板橋亜永未（#1-14）、小野裕子（#1）、小島令奈（#1-2）、高橋雄大（同左）、田島紀子（同左）、春名美咲（同左）、山本麻都香（同左）、柴崎敦（#15-18）
- 脚本 - 古場俊明、栗坂祐輝（#1）、川島大典（同左）、コピティウス（同左）
- 企画協力 - 栗坂祐輝（#2-18）
- 美術デザイン - 梅原萌愛（#5-18）
- 衣装 - 網野正和
- ヘアメイク - 氏川千尋（#1-8/#11-18）、田城尚美（#9-10）、後藤愛美（#11-14）
- タイトルロゴ - 山本きゅーり（#11-18）
- タイトルバック - 杉田裕一
- 音楽プロデュース - 岩本裕司（#11-18）
- 音楽 - 松田創（Thee BLUEBEAT）（#1-10）、前田恵実（#11-18）
- 主題歌 - ノンブラリ「ミモザとコーヒー」
- 技術協力 - 港家（#1）、池田屋（#2-4）、千代田ビデオ（#1-10）、レック（#5-8）、プログレッソ（#5-8）、一光（#9-10）、ants wood studio（#11-12）、蓮（#14-18）
- 衣装協力 - SUIT SELECT、CHICAGO、白山眼鏡店、RESPIGHI FEMME（#5）、HUSKY NOISE（#6）
- 協力 - SOFT ON DEMAND、高岡哲也
- 演出 - 浦井崇（#1-10）、松田祐輔（#11/#15）、齋藤誠（#12/#16）、草場尚也（#13）、田口桂（#14/#17-18）
- プロデューサー - 黒田達哉、畑野浩二
- 制作協力 - POLYVALENT
- 製作・著作 - 日活、チャンネルNECO

第1弾
- 編成 - 藤原里絵、鍋倉友香、鈴木薫、姜秀軟
- 撮影 - 金子徹、青木泰弘
- 照明 - 田宮耕司
- 音声 - 小笹直樹
- CA - 加藤寛己
- 制作 - 大久保公路
- 美術プロデューサー - 松澤由之
- 編集 - 平山洋、西原悠貴
- MA - 斎藤健二
- CG - 山本絵里菜
- 協力 - JENNY、おつかれちゃん、ぴゅあらば、東名運輸

第2弾
- 編成 - 鍋倉友香、鈴木薫、澄田尚幸、姜秀軟
- 実技指導 - 夏瀬まどか
- 助監督 - 松田祐輔
- AP - 東野真有
- 制作 - 西川晃平
- 撮影 - 吉田剛
- 照明 - 福重伸隆
- 音声 - 中川繁
- 撮影助手 - 亀田勇
- 美術 - 山本絵里菜
- 車両 - 早川秀明
- 編集 - 平山洋、小瀧翔吾
- MA - 斎藤健二
- イラスト - 氏川千尋
- CG - 伊藤圭汰
- 協力 - C.C.Cats、ホテルパリス、恋文酒場かっぱ、極東ロケーションサービス

第3弾
- 陶芸指導 - asami
- 助監督 - 齋藤誠
- AP - 西川晃平
- 制作 - 梅原萌愛
- 撮影 - 吉田剛
- 照明 - 福重伸隆
- 音声 - 中川繁
- 撮影助手 - 郝雨薇
- 車両 - 池田敏幸
- 編集 - 平山洋、角田丈太朗
- MA - 田村陽介
- CG - 伊藤圭汰
- 協力 - 横浜WAVE、わや、横浜赤レンガ、東名運輸

第4弾
- 助監督 - 齋藤誠
- AP - 西川晃平
- 制作 - 梅原萌愛
- 撮影 - 吉田剛
- 照明 - 福重伸隆
- 音声 - 中川繁
- 撮影助手 - 郝雨薇
- 車両 - 武田伸也
- 編集 - 平山洋、中村武
- MA - 斎藤健二
- CG - 伊藤圭汰
- 協力 - 鶯谷人妻城、激安青果、ホテルEXE、養老乃瀧 鶯谷店、東名運輸、iStock

第5弾
- 助監督 - 齋藤誠
- エステ監修 - あかね
- 撮影 - ふじもと光明
- 照明 - 江川斉
- 音声 - 星照光
- 撮影助手 - 白石雅
- 車両 - 三浦賢司
- 編集 - 平山洋、西原悠貴
- MA - 田村陽介
- 協力 - アロマdeフィーリング、Feelingroup、BAR盛園、極東ロケーションサービス、iStock

第6弾
- 助監督 - 青木達也
- 撮影 - ふじもと光明
- 照明 - 江川斉
- 音声 - 星照光
- 撮影助手 - 白石雅
- 車両 - 三浦賢司
- 編集 - 平山洋、小瀧翔吾
- MA - 齋藤健二
- 協力 - イケない女教師、SARA錦糸町、スタジオクレアトゥール、極東ロケーションサービス

第7弾
- 助監督 - 青木達也
- 撮影 - ふじもと光明（J.S.C.）
- 照明 - 江川斉
- 音声 - 星照光、門田夏樹
- 撮影助手 - 井上るい
- 編集 - 平山洋、大野雅信
- MA - 齋藤健二
- 協力 - 大正浪漫へるす しゃんぜりぜ、いせやほり

第8弾
- 助監督 - 青木達也
- 撮影 - ふじもと光明（J.S.C.）
- 照明 - 江川斉
- 音声 - 星照光、門田夏樹
- 撮影助手 - 井上るい
- 編集 - 平山洋、小瀧翔吾
- MA - 齋藤健二
- 協力 - Otocha、SARA GRANDE

第9弾・第10弾
- 助監督 - 山口晋策、永井景都
- 制作助手 - 秋田勇斗
- 撮影 - 青木一弘
- 照明 - 藤原尉智
- VE - 西口健太
- 車両 - 岸田正雄、真渕健一
- ヘアメイク - 田城尚美
- 編集 - 平山洋、大野雅信
- MA - 田村陽介
- 技術協力 - 一光、千代田ビデオ
- 協力 - cafe&bar Funcy（#9）、たこしげ（#9）、ホテル リッチーリッチー（#9）、一般社団法人ブレーカーコレクティブ（#9）、難波秘密俱楽部（#10）、大たこ法善寺店（#10）、法善寺（#10）、ウイズ・ユー

第11弾
- 撮影 - 福田陽平
- 音声 - 治田敏秀
- 照明 - 丸田楓子
- TM - 福井悠貴
- 車両 - 菅野純平（東名運輸）
- 編集 - 平山洋
- MA - 大辻愛里
- 協力 - PRISON栄町女子刑務所、FLOWER、大阪たこ焼 松っちゃん

第12弾
- 撮影 - 福田陽平
- 音声 - 益子宏明
- 照明 - 杉山優、猿橋雄基
- TM - 福井悠貴
- 車両 - 菅野純平（東名運輸）
- 編集 - 平山洋
- MA - 大辻愛里
- 協力 - E+品川店、ホテルSARA GRANDE、北海道新鮮市場がんがん。

第13弾
- 撮影 - 寺本慎太郎
- 照明 - 渡邊大和
- 照明助手・カラグレ - 長橋隆一郎
- 音声 - 丹雄二
- 撮影助手 - 中濵由唯
- 脚本協力 - 早乙女おにぎり
- 車両 - 菅野純平（東名運輸）
- 編集 - 平山洋
- MA - 大辻愛里
- 協力 - ルーインドオーガズム五反田店、ホテルSARA GRANDE、炭火焼肉ホルモン まるは

第14弾
- 撮影 - 佐々木昭喜
- 照明 - 西山竜弘
- 音声 - 近藤将司
- 映像 - 石上正治
- 演出補 - 宍戸絹代
- 車両 - 本間浩昭（東名運輸）
- 編集 - 平山洋
- MA - 大辻愛里
- 協力 - 横浜モンデミーテ、HANARE初台、Y2 STUDIO 代々木

第15弾
- 撮影 - 佐々木昭喜
- 照明 - 西山竜弘
- 音声 - 大塚恵里香
- 映像 - 石上正治
- 車両 - 菅野純平（東名運輸）
- 編集 - 平山洋
- MA - 大辻愛里（ants wood studio）
- 協力 - セクシーキャット神田店、若竹

第16弾
- 撮影 - 佐々木昭喜
- 照明 - 小野貴宏
- 音声 - 金子徹
- 映像 - 石上正治
- 車両 - 菅野純平（東名運輸）
- 編集 - 平山洋
- MA - 大辻愛里（ants wood studio）
- 協力 - コーチと私と、ビート板…、ホテルクイーン池袋、野田屋酒店、pstudio

第17弾
- 撮影 - 佐々木昭喜
- 照明 - 小野貴宏
- 音声 - 熊内直美
- 映像 - 石上正治
- アクション監修 - 森崎えいじ（STUNT TEAM Gocoo）
- アクション出演 - 福元理恵子（STUNT TEAM Gocco）
- 戦隊衣装企画 - 榎本春香（いぶぐみ。）
- 戦隊衣装制作 - 指宿まちこ（いぶぐみ。）
- 車両 - 菅野純平（東名運輸）
- 編集 - 平山洋
- MA - 大辻愛里（ants wood studio）
- 協力 - 敗北のスーパーヒロイン、ホテル バリバリANNEX五反田、えこてん

第18弾
- 撮影 - 小野貴宏
- 映像・照明 - 佐藤隆彦
- 録音 - 泊出玲央
- 助手 - 春日拓真、大久保尚英
- 音声 - 金子徹
- 映像 - 石上正治
- 車両 - 菅野純平（東名運輸）
- 編集 - 平山洋
- MA - 大辻愛里（ants wood studio）
- 協力 - 甘サド美少女、お貸しします。、ホテルSARA錦糸町、笑酒、貞准武館

## 放送情報
| 話数 | 初回放送                           | サブタイトル       | 演出     | 登場店                       | プレイ内容                                             |
| ---- | ---------------------------------- | ------------------ | -------- | ---------------------------- | ------------------------------------------------------ |
| 1    | 2020年02月29日（土） 23:30 - 24:00 | 池袋編             | 浦井崇   | jenny                        | 蛍光ぶっかけ                                           |
| 2    | 2021年01月01日（金） 24:00 - 24:30 | 渋谷編             | 浦井崇   | C.C.キャッツ                 | M性感                                                  |
| 3    | 2021年12月31日（金） 24:00 - 24:30 | 横浜・曙町編       | 浦井崇   | 横浜WAVE                     | ラップフェラ、パンチラ、手コキ                         |
| 4    | 2022年01月29日（金） 23:40 - 24:10 | 鶯谷編             | 浦井崇   | 鶯谷人妻城                   | ノーパン待ち合わせ、素股                               |
| 5    | 2022年05月28日（土） 24:10 - 24:40 | 黄金町編           | 浦井崇   | アロマdeフィーリング         | オイルマッサージ、ハンドサービス                       |
| 6    | 2022年06月26日（日） 23:40 - 24:10 | 錦糸町編           | 浦井崇   | イケない女教師               | フェラ、乳首責め、素股                                 |
| 7    | 2022年11月26日（土） 23:30 - 24:00 | 上野編             | 浦井崇   | しゃんぜりぜ                 | スチームバス、コスプレ                                 |
| 8    | 2023年01月01日（日） 0:00 - 0:30   | 五反田編           | 浦井崇   | Otocha                       | おもちゃプレイ                                         |
| 9    | 2023年02月24日（日） 23:10 - 23:45 | 大阪・難波編 前編  | 浦井崇   | Funcy                        | クライナーキス                                         |
| 10   | 2023年02月24日（日） 23:45 - 0:20  | 大阪・難波編 後編  | 浦井崇   | 難波秘密俱楽部               | M性感、ラップ拘束                                      |
| 11   | 2023年07月29日（土） 23:30 - 0:05  | 千葉・栄町編       | 松田祐輔 | 栄町女子刑務所プリズン       | 拘束アイマスク                                         |
| 12   | 2023年08月12日（土） 23:40 - 0:10  | 品川編             | 齋藤誠   | E+品川店                     | 動画撮影                                               |
| 13   | 2023年12月31日（日） 24:00 - 24:35 | 大崎編             | 草場尚也 | ルーインドオーガズム五反田店 | ルーインドオーガズム（日常会話プレイ）、シコシコボイス |
| 14   | 2024年01月01日（月） 24:00 - 24:30 | 横浜・伊勢佐木町編 | 田口桂   | 横浜モンデミーテ             | コスプレ（裸エプロン）                                 |
| 15   | 2024年07月27日（土） 24:00 - 24:35 | 神田編             | 松田祐輔 | セクシーキャット神田店       | コスプレ（OL）                                         |
| 16   | 2024年08月03日（土） 23:20 - 23:55 | 池袋北口編         | 齋藤誠   | コーチと私と、ビート板…      | コスプレ（水着）、オナニー鑑賞                         |
| 17   | 2024年12月31日（火） 24:00 - 24:35 | 五反田東口編       | 田口桂   | 敗北のスーパーヒロイン       | コスプレ（戦隊）、ストーリープレイ                     |
| 18   | 2025年01月11日（土） 23:35 - 24:10 | 錦糸町北口編       | 田口桂   | 甘サド美少女、お貸しします。 | 甘サド責め、男潮（ローションストッキング）             |
| 19   | 2025年07月26日（土） 24:00 - 24:35 | 西川口編           | 未定     | ハイブリッドヘルス西川口     | 未定                                                   |
| 20   | 2025年08月30日（土） 23:35 - 24:10 | 新宿編             | 未定     | 未定                         | 未定                                                   |

## イベント
『第三弾放送決定記念 ケンコバ＆豪華セクシー女優と観る！「桃色探訪〜伝説の風俗〜」プレミアム上映会』
2021年12月18日（土）19:30 - 21:00（90分）（よしもと有楽町シアター）
出演 - ケンドーコバヤシ、トータルテンボス、本庄鈴、宮村ななこ、MINAMO
内容 - キャスト登壇で生解説付きの第1弾、第2弾の上映会。第3弾のミニ会見。FANYオンライン配信あり。
『桃色探訪presents ケンドーコバヤシの一期一エッチな夜 〜旬の芸人とセクシー女優を徹底解剖〜』
2022年6月22日（水）21:00 - 22:00（よしもと有楽町シアター）
出演 - ケンドーコバヤシ、コロコロチキチキペッパーズ、蛙亭イワクラ、小島みなみ ※小倉由菜の代役
内容 - キャスト登壇で生解説付きの第5弾の上映会、フォトセッション。FANYオンライン配信あり。
『ケンドーコバヤシの一期一エッチな夜』
2022年11月24日（木）、19:30 - （新宿ロフトプラスワン）
出演 -
『桃色探訪～伝説の風俗～presentsケンドーコバヤシの一期一エッチな夜 2023 冬 ～セクシー女優＆風俗嬢と過ごす性なる夜～』
2023年12月21日（木）、19:30 - （渋谷ユーロライブ）
出演 - ケンドーコバヤシ、吉高寧々、入田真綾、早乙女おにぎり、そいつどいつ（MC）